# Kara Thrace
Pour les articles homonymes, voir Thrace (homonymie).
Le capitaine Kara Thrace est un personnage fictif de la série télévisée Battlestar Galactica, interprétée par l'actrice Katee Sackhoff.

## Biographie
Kara Thrace (surnommée Starbuck en référence à son indicatif de pilote) est une femme casse-cou (au point d'être souvent qualifiée de cinglée par son ami Lee Adama) et rebelle. C'est cependant la meilleure pilote de Viper de toute la flotte coloniale, de l'aveu même du commandant William Adama. Amatrice de cigares, d'alcools forts et de voltige, elle a du mal à supporter l'autorité, et notamment celui qui l'incarne à ses yeux, le colonel Saul Tigh, second du Galactica (un « poivrot » et un « sale bâtard » selon elle). Elle est une habituée de la cellule disciplinaire du Galactica, notamment une fois pour avoir frappé le colonel Tigh. Cependant, sous cette carapace, c'est une femme sensible et sympathique.
Elle a été instructrice de vol sur Caprica, en tant que lieutenant où elle tomba amoureuse d'un de ses élèves, Zak Adama, fils du commandant Adama. Elle allait l'épouser quand il se tua dans un crash de Viper, deux ans avant les événements relatés dans la série. Depuis lors, elle est en quelque sorte la fille adoptive du commandant Adama et la meilleure amie de son autre fils, Lee. Elle garda un grand sentiment de culpabilité de cette affaire, ayant pistonné Zak à l'examen de vol alors qu'il n'était pas bon pilote. 
Lors de l'attaque des Douze Colonies de Kobol par les cylons, elle était affectée au vaisseau de guerre Galactica, sous les ordres d'Adama père. Elle démontra amplement par la suite ses qualités de pilote, frôlant plusieurs fois la mort, et fut promue capitaine. Elle fut renvoyée sur Caprica par la présidente Laura Roslin pour retrouver la fameuse flèche d'Apollon conservée au musée de Delphes (où elle tua en combat singulier une des copies de Numéro six). Elle accomplit sa mission avec succès et ramena la flèche, en fait une clef pour ouvrir la tombe d'Athéna sur la planète Kobol. Elle rencontra par ailleurs sur Caprica le résistant Samuel Anders, qui l'épouse par la suite. 
Lors de la découverte de la planète New Caprica, elle s'y établit et se marie avec Anders. À l'arrivée des cylons sur cette planète, elle est enfermée dans un appartement par un cylon humanoide Leoben Conoy qui désire qu'elle tombe amoureuse de lui et la déstabilise psychiquement en lui faisant croire, entre autres, qu'elle a une petite fille.
Lors du second exode, elle redevient une simple pilote, mais son moral ne cesse de chuter, ne parvenant pas à choisir entre Lee et Anders.
Lors d'une mission de reconnaissance dans l'atmosphère d'une géante gazeuse, elle voit un raider cylon qui ne semble apparaître qu'à elle, puis est victime d'hallucinations où elle voit Leoben qui lui parle (ce qui rappelle les hallucinations d'origine inconnue de Baltar et de Caprica Six) et qui la pousse à faire face à ses peurs et à sa vie passée, comme des moments avec sa mère. Néanmoins, après avoir, dans sa vision, surmonté la mort de sa mère, Thrace finit par se rendre compte que ce n'est pas Leoben qui lui parle, à quoi ce dernier réplique en disant qu'il n'a jamais prétendu être Leoben. La véritable identité du personnage n'est pas révélée. Le vaisseau de Thrace finit par exploser, laissant la flotte constater son décès. Deux mois plus tard, alors que la flotte est rejointe par un groupe de vaisseaux cylons, elle réapparaît à Apollo et affirme avoir été sur la Terre et être en mesure d'y mener la flotte.
Soupçonnée d'être un cylon, elle ne parvient pas à persuader la présidente et l'amiral de suivre son intuition de savoir quel est la cap de la Terre. Elle est jetée en prison après avoir pointé une arme sur Roslin. Finalement, Adama lui confie la mission de trouver la Terre. En cours de route, elle rencontre Leoben, dont le vaisseau-mère a été endommagé au cours d'une rébellion cylonne dont il fait partie, qui est persuadé qu'elle trouvera la Terre où humains et cylons rebelles pourront vivre ensemble en paix. Ne parvenant pas à déterminer la route exacte, elle finit par affronter une mutinerie, mais parvient à obtenir de partir avec Leoben chercher des indices. Elle se rend alors sur le vaisseau-mère, revient avec, puis rejoint la flotte, ce qui conduit humains et cylons rebelles à s'associer dans leur quête.
Alors qu'elle se retrouve en compagnie de Leoben sur la terre, à la recherche de la source du signal, Thrace découvre avec celui-ci une plaque détruite de vaisseau portant l'immatriculation du sien. Continuant l'exploration de la planète, et cherchant le reste du vaisseau, elle tombe sur le cockpit, à l'intérieur se trouve le corps d'une personne carbonisé à la chevelure blonde, et portant une plaque militaire répondant au nom de Thrace. Perturbé par cette découverte, Leoben semble pris d'angoisse et admet qu'il avait tort à propos de la Terre et que le cours des événements lui échappe. De plus en plus effrayé, il s'enfuit en laissant Kara à la contemplation de la dépouille, quand celle-ci lui apprend que l'hybride lui a dit qu'elle était l'envoyée de la mort et qu'elle conduirait tout le monde à sa perte. 
Laissée seule avec son double carbonisé, Thrace se pose la question de sa provenance, et de ce qu'elle est. Décidant de cacher sa découverte, elle brûle les restes, et s'en va rejoindre la flotte sur le départ. Quelque temps plus tard, elle demande à Baltar d'analyser les traces de sang sur la plaque qu'elle a prise sur le cadavre. Ce sang se révèle être son propre sang, mais l'analyse révèle également qu'il provient de tissus nécrosés, donc d'un corps mort. Persuadé que Kara est revenue de la mort, Baltar annonce publiquement sa découverte et prétend que la mort n'est pas la fin.
Après la confrontation finale avec Cavil elle mène la flotte sur la nouvelle Terre, et disparaît tout à coup.

## Réponse critique
Malgré une réception initiale plutôt négative et ce, même par l’acteur masculin original Dirk Benedict, le personnage de Starbuck de Katee Sackhoff est devenu l'un des personnages les plus populaires de la série.
En 2005, Katee Sackhoff a remporté le Saturn Award de la meilleure actrice dans un second rôle à la télévision. Le magazine Slate a nommé le personnage comme l'une des raisons pour lesquelles ils attendaient avec impatience le retour de la série à l'automne 2007.